# Atractocerus ater
Atractocerus ater är en skalbaggsart som beskrevs av Ernst Gustav Kraatz 1895. Atractocerus ater ingår i släktet Atractocerus och familjen varvsflugor. Inga underarter finns listade i Catalogue of Life.